# Músculo transverso do tórax
O músculo transverso do tórax é um músculo do tórax. Situado internamente na parede anterior do tórax. É composto por 4 a 5 feixes musculares.